# Eddie Costa
Edwin James „Eddie“ Costa (* 14. August 1930 in Atlas, Pennsylvania; † 28. Juli 1962 in New York City, New York) war ein amerikanischer Pianist und Vibraphonist des Modern Jazz.

## Leben und Wirken
Eddie Costa erhielt Klavierunterricht, ist als Vibraphonist allerdings Autodidakt. Er spielte Anfang der 1950er-Jahre mit Tal Farlow, Kai Winding, Don Elliott, hatte ein eigenes Trio und arbeitete mit Woody Herman 1958 bis 1959. Costa nahm Platten mit Bobby Jaspar, Mundell Lowe, Teo Macero, Herbie Mann, Hal McKusick, Oscar Pettiford, Joe Puma, Sal Salvador, Chuck Wayne und vier Alben unter eigenem Namen auf. Er wirkte an mehreren Big-Band-Projekten von Gunther Schuller, Ernie Wilkins, Michel Legrand, Harry Sweets Edison und Buck Clayton mit. 
In Erinnerung bleiben wird seine Zusammenarbeit mit Bill Evans bei dem Album Guys And Dolls Like Vibes 1958 und seine Mitwirkung bei den Aufnahmen des Arrangeurs Johnny Carisi auf dem Gil-Evans-Album Into the Hot 1961.
Eddie Costa gehört zu der Schar junger Jazzmusiker, die wie Clifford Brown und Scott LaFaro am Beginn einer vielversprechenden Karriere durch einen Unfall zu Tode kamen und zur Legende wurden.

## Auswahldiskographie

### Als Leader
- Eddie Costa Quintet (1958) mit Art Farmer, Phil Woods
- Guys And Dolls Likes Vibes (Coral/Verve, 1958) mit Bill Evans, Wendell Marshall, Paul Motian
- Eddie Costa/Vinnie Burke Trio (Fresh Sound Records, 1956) mit Nick Stabulas
- The Complete Trio Recordings (Lonehill Jazz, 1956) mit Vinnie Burke, Wendell Marshall, Nick Stabulas, Paul Motian
- Eddie Costa & Sal Salvador Quartet - The Complete Studio Recordings (Lonehill Jazz, 1954–57) mit Eddie Bert, Frank Socolow, Bill Crow, Joe Morello, Jimmy Campbell

### Als Sideman
- Ornette Coleman: Beauty Is a Rare Thing (Rhino, 1959–61)[3]
- Gil Evans: Into the Hot (Impulse!, 1961)
- Tal Farlow: First Set (Xanadu, 1956), Jazz Masters 41 (Verve, 1952–56)/Finest Hour (Verve, 1952–56)
- Coleman Hawkins: The Hawk Swings (Fresh Sound Rec., 1960)
- Michel Legrand: Legrand Jazz (Phillips, 1958)[4]
- Hal McKusick: Triple Exposure (OJC, 1957)
- Herbie Mann: Yardbird Suite (Savoy, 1957)
- Oscar Pettiford: Discoveries (Savoy, 1952–57)
- Clark Terry: Mellow Moods (Prestige, 1961–62)
- Phil Woods: Young Woods (Fresh Sound Rec., 1956)